# Koolbandspanner
De koolbandspanner (Xanthorhoe designata) is een vlinder uit de familie Geometridae, de spanners. De spanwijdte bedraagt tussen de 25 en 28 millimeter. Hij komt voor in heel Europa, en in Rusland tot in Siberië. De vlinder overwintert als pop in de strooisellaag.
De koolbandspanner heeft allerlei lage planten als waardplant, met name uit het geslacht kool. De vlinder is in Nederland en België vrij gewoon. De koolbandspanner vliegt hier in twee generaties van half april tot en met augustus.